# Svend Dahl (statsvetare)
Svend Erik Dahl, född 4 april 1975 i Västerås, är en svensk statsvetare och chefredaktör för Timbros nättidning Smedjan.
Svend Dahl disputerade vid Stockholms universitet 2011 med avhandlingen Efter folkrörelsepartierna: Om aktivism och politisk förändring i tre svenska riksdagspartier. Han forskar kring medlemmarnas roll i dagens politiska partier.
Han har skrivit på Expressens och Svenska Dagbladets ledarsidor, liksom i Neo, Borås Tidning och Svensk tidskrift. Han fick Hummerkniven för år 2014.
Svend Dahl har varit gift med journalisten Isobel Hadley-Kamptz.